# مطار نغارة
مطار نغارة (إيكاو: HTNR) هو مطار في شمال غرب تنزانيا يخدم مدينة نغارة.
يقع المدرج على بعد 6 كيلومتر (3.7 ميل) جنوب شرق المدينة. بما في ذلك التجاوزات، يبلغ طول المدرج 1,645 متر (5,397 قدم) متاح للإقلاع.
تقع منارة روسوموغير الاتجاهية ‏ (التعريف: CR) على 16.4 ميل بحري (30.4 كـم) شمال المطار.

## روابط خارجية
- خريطة الشارع المفتوح - نغارة
- مطاراتنا - مطار نغارة[وصلة مكسورة]
- SkyVector - مطار نغارة
- تاريخ الحوادث لـ (HTNR) على شبكة سلامة الطيران.